# Olympo
Olympo ist eine spanische Fernsehserie, die im Juni 2025 auf dem Streaming-Dienst Netflix veröffentlicht wurde. Die Serie handelt von den Hochleistungssportlern einer Sportakademie.

## Handlung
Zoe Moral, eine Siebenkämpferin, erhält die Chance an der fiktiven Sportakademie High Performance Center (HPC) in den Pyrenäen zu studieren. Dort lernt sie diverse talentierte Nachwuchsathleten wie Amaia Olaberria, Kapitänin der nationalen Synchronschwimm-Mannschaft, oder Roque Pérez, Kapitän der Rugby-Mannschaft kennen. Sie alle konkurrieren darum, einen prestigeträchtigen und lukrativen Sponsorenverträge mit der globalen Modemarke Olympo zu erhalten.
Amaia führt mit Cristian Delallve, ebenfalls Rugby-Spieler, eine Beziehung. Jedoch muss Cristian das Team aufgrund mangelnder Fitness verlassen. Amaia gibt Cristian die Schuld, da er nicht wie sie eine Perfektionistin ist, die sich selbst keinerlei Fehler erlaubt und immer alles geben will. Daneben muss Amaia verkraften, dass ihre beste Freundin und Teamkollegin Núria Borges sie bei einer Schraubendrehung übertrumpft. Amaia kann sich dies nicht erklären und vermutet Doping dahinter. Als Núria einen Unfall hat, verhärtet sich Amaias Verdacht. Ihr wird der Kontakt zu ihr verboten und die Schule unter der Leitung von Isabel Durán verharmlost den Fall. Eines Nacht wird Núria still und heimlich aus dem HPC gebracht, was von Renata beobachtet wird. Diese zeigt das aufgenommene Video Amaia, die nun alles dransetzten den Doping-Fall aufzuklären. Sie bekommt mit, dass auch andere Athleten unerklärliche Leistungsschübe erleben. Als Cristian wieder ins HPC zurückkehrt, ist dieser körperlich ebenfalls verändert. Er leugnet gedopt zu haben, sondern viel körperliche Fitness betrieben zu haben. Dies bezweifelt Amaia und es kommt zum Bruch der beiden. Sie kontaktiert anonym die Doping-Kontrolle. Dabei fliegen einige Athleten auf, jedoch nicht Cristian. Auch Isabel wird wegen Doping angeklagt. Die Schule wird daraufhin von Jana Castro geleitet.
Zoe fällt der Einstieg im HPC schwer. Sie muss sich mit ihrer wortkargen Konkurrentin Renata ein Zimmer teilen. Die beiden verstehen sich zunächst nicht und freunden sich an. Da Renata zu viele männliche Hormone im Körper hat, wird sie von den Wettbewerben ausgeschlossen. Roque ist homosexuell und führt eine heimliche Beziehung zu dem Schwimmer Diego Sorokov. Als er die Beziehung öffentlich macht, trennt sich Diego von ihm und er wird als „Schwuchtel“ bezeichnet. Er fliegt deswegen übergangsweise aus dem Team, wird jedoch zurückgeholt, da er der beste ist. Er kommt seinem Mitspieler Sebas Sendón näher, der jedoch nicht zu seiner Homosexualität steht. Die beiden beginnen eine Beziehung, bis es zu Spannungen kommt als eine Dokumentation veröffentlicht wird, in dem die beiden geoutet werden. Sie können sich jedoch wieder versöhnen.
Amaia forscht wegen Núrias Verschwinden weiter nach. Es kommt zum Bruch mit Cristian, der wiederum eine Affäre mit Fátima beginnt. Amaia ist sich sicher, dass Núria bei Olympo versteckt wird und bricht in das Hauptgebäude von Olympo ein. Olympo wählt Zoe, Roque und Cristian als Werbegesichter aus. Bei einem Werbedreh soll Zoe eine Spritze verabreicht werden, die sie jedoch verweigert. Bei ihrer Flucht sieht sie Núria und erzählt das Amaia. Diese möchte daraufhin alles öffentlich machen, jedoch taucht Núria im HPC auf. Núria wird neue Teamkapitänin und wählt Fátima als ihre neue Teampartnerin aus. Amaia ist geschockt und erhält Druck von ihrer Mutter, zurück an die Spitze zu gelangen. Sie versöhnt sich mit Cristian, der durch seinen Bruder Iker, ebenfalls Olympo-Mitglied, von den Machenschaften erfährt. Gemeinsam mit Zoe und Roque, der sich ebenfalls gegen Olympo gestellt hat, wollen sie die Dopping-Skandale öffentlich machen. Durch einen Trick gelangt Zoe an eine Ampulle des Dopings und gibt diese der spanischen Anti-Drogen-Stelle. Parallel erfährt Zoe von Hugo Teixeira, ein Olympo-Scout, dass sie nicht weiter von Olympo gesponsert wird, da sie sich der Spritze verweigert hat. Es wird offenbart, dass auch Jana Castro in die Olympo-Machenschaften verwickelt ist. Durch Manipulation durch Núria und Hugo verfällt Amaia schließlich dem Verlangen nach Ruhm. Sie stößt Fátima die Treppe runter und wird somit Núrias neue Partnerin. Gemeinsam gelingt ihnen bei der Darbietung im Synchronschwimmen den Sieg und stellen damit einen Weltrekord auf. Zoe, Roque und Cristian sind von Amaias Tat geschockt. Amaia verliert nach ihrer sportlichen Darbietung das Bewusstsein und fällt leblos ins Schwimmbecken.

## Hintergrund
Im Juli 2024 wurde die Serie von Netflix angekündigt. Die Sport-Dramaserie wurde von Jan Matheu, Laia Foguet und Ibai Abad erdacht und durch die Produktionsfirma Zeta Studios produziert. Der Ensemblecast wurde unter anderem mit Clara Galle, Nira Osahia, Agustín Della Corte und Nuno Gallego besetzt. Gedreht wurde ab Juli 2024 in Madrid. Das gesamte Thermalbad Panticosa in Huesca dient als Außenbereichen der Akademie CAR Pirineos. Auch das Stadion Estadio Municipal de Santo Domingo diente als Kulisse.

## Besetzung und Synchronisation
Die deutsche Synchronisation entsteht unter der Dialogregie von Sarah Méndez García nach einem Dialogbuch von Luisa Buresch und Méndez García durch die VSI Synchron GmbH, in Berlin.

### Hauptdarsteller
| Rolle              | Schauspieler        | Hauptrolle (Folgen) | Synchronsprecher  |
| ------------------ | ------------------- | ------------------- | ----------------- |
| Amaia Olaberria    | Clara Galle         | 1.01–               | Elise Eikermann   |
| Cristian Delallave | Nuno Gallego        | 1.01–               | Vincent Borko     |
| Zoe Moral          | Nira Osahia         | 1.01–               | Marie Hinze       |
| Roque Pérez        | Agustín Della Corte | 1.01–               | Amadeus Strobl    |
| Núria Borges       | María Romanillos    | 1.01–1.03, 1.06–    | Paulina Rümmelein |
| Renata Aguilera    | Andy Duato          | 1.01–1.05, 1.07–    | Derya Akyol       |
| Fátima Amazian     | Najwa Khliwa        | 1.01–               | Yamuna Kemmerling |
| Sebas Sendón       | Juan Perales        | 1.01–               | Nicolas Rathod    |
| Charlie Lago       | Martí Cordero       | 1.01–               | Oscar Räuker      |
| Iker Delallave     | Jesús Rubio         | 1.01–1.02, 1.04–    | Max Felder        |
| Hugo Teixeira      | Nicolás Furtado     | 1.01–1.02, 1.04–    | Dirk Talaga       |
| Jana Castro        | Melina Matthews     | 1.01, 1.04–         | Alice Bauer       |

### Nebendarsteller
| Rolle             | Schauspieler         | Nebenrolle (Folgen)   | Synchronsprecher         |
| ----------------- | -------------------- | --------------------- | ------------------------ |
| Peque             | Laura Ubach          | 1.01–                 | Imaya Ugwonno            |
| Svetlana Rominova | Alexandra Prokhorova | 1.01–                 | Magdalena Helmig         |
| Jacobo Fuentes    | Juan López-Tagle     | 1.01–1.05, 1.07–      | Matthias Deutelmoser     |
| Miqui             | Alberto Ávila        | 1.01–1.05, 1.07–      | Hannes Maurer            |
| Javier Montes     | Mario de la Rosa     | 1.01–1.05, 1.07       | Sascha Rotermund         |
| Isabel Durán      | Vicenta Ndongo       | 1.01–1.05             | Claudia Urbschat-Mingues |
| Dr. Murillas      | Beatriz Grimaldos    | 1.01–1.05             | Gundi Eberhard           |
| Diego Sorokov     | Gleb Abrosimov       | 1.01–1.04             | Finn Posthumus           |
| Jennifer Pina     | Laura Moray          | 1.01–1.04             | Samina König             |
| Dr. Izquierdo     | Rubén Tejerina       | 1.01–1.03, 1.06, 1.08 | Torsten Sense            |
| Dr. Fabra         | Mónica Cordero       | 1.01–1.03, 1.06, 1.08 | Esther Zimmering         |
| Miren Celaya      | Marta Larralde       | 1.01, 1.05–1.06, 1.08 | Anna Grisebach           |
| Pepa Garcia       | Chos                 | 1.02–1.05, 1.07       | Ilka Teichmüller         |
| Gunter Bronstein  | Ismael Fritschi      | 1.02–1.05             | Peter Flechtner          |
| Yolanda Medina    | Fanny Gautier        | 1.04–1.05, 1.08       | Schaukje Könning         |

## Episodenliste
| Nr. (ges.)                                                                | Nr. (St.) | Deutscher Titel                           | Originaltitel                  | Regie         | Drehbuch                 |
| ------------------------------------------------------------------------- | --------- | ----------------------------------------- | ------------------------------ | ------------- | ------------------------ |
| 1                                                                         | 1         | Das reicht nicht für Olympia              | Esto no es nivel olímpico      | Marçal Forés  | Jan Matheu               |
| 2                                                                         | 2         | Heulen oder siegen                        | Llorar o ganar                 | Marçal Forés  | Laia Foguet              |
| 3                                                                         | 3         | Nicht schon wieder                        | Otra vez no                    | Daniel Barone | Laia Foguet              |
| 4                                                                         | 4         | Es ist wohl besser, wenn du hier aufhörst | Es mejor que te detengas aquí  | Daniel Barone | Jan Matheu               |
| 5                                                                         | 5         | Dir kann man nichts sagen                 | A ti no se te puede decir nada | Ibai Abad     | Laia Foguet & Jan Matheu |
| 6                                                                         | 6         | Du warst immer mein Favorit               | Siempre has sido mi favorita   | Ibai Abad     | Alba Lucío               |
| 7                                                                         | 7         | Es heißt „Strategie“                      | Se llaman tácticas             | Ana Vázquez   | Jan Matheu               |
| 8                                                                         | 8         | Amaia hat immer recht                     | Amaia siempre tiene razón      | Ana Vázquez   | Laia Foguet              |
| Am 20. Juni 2025 wurden alle Folgen der Serie bei Netflix veröffentlicht. |           |                                           |                                |               |                          |